# Барокова архітектура Мальти

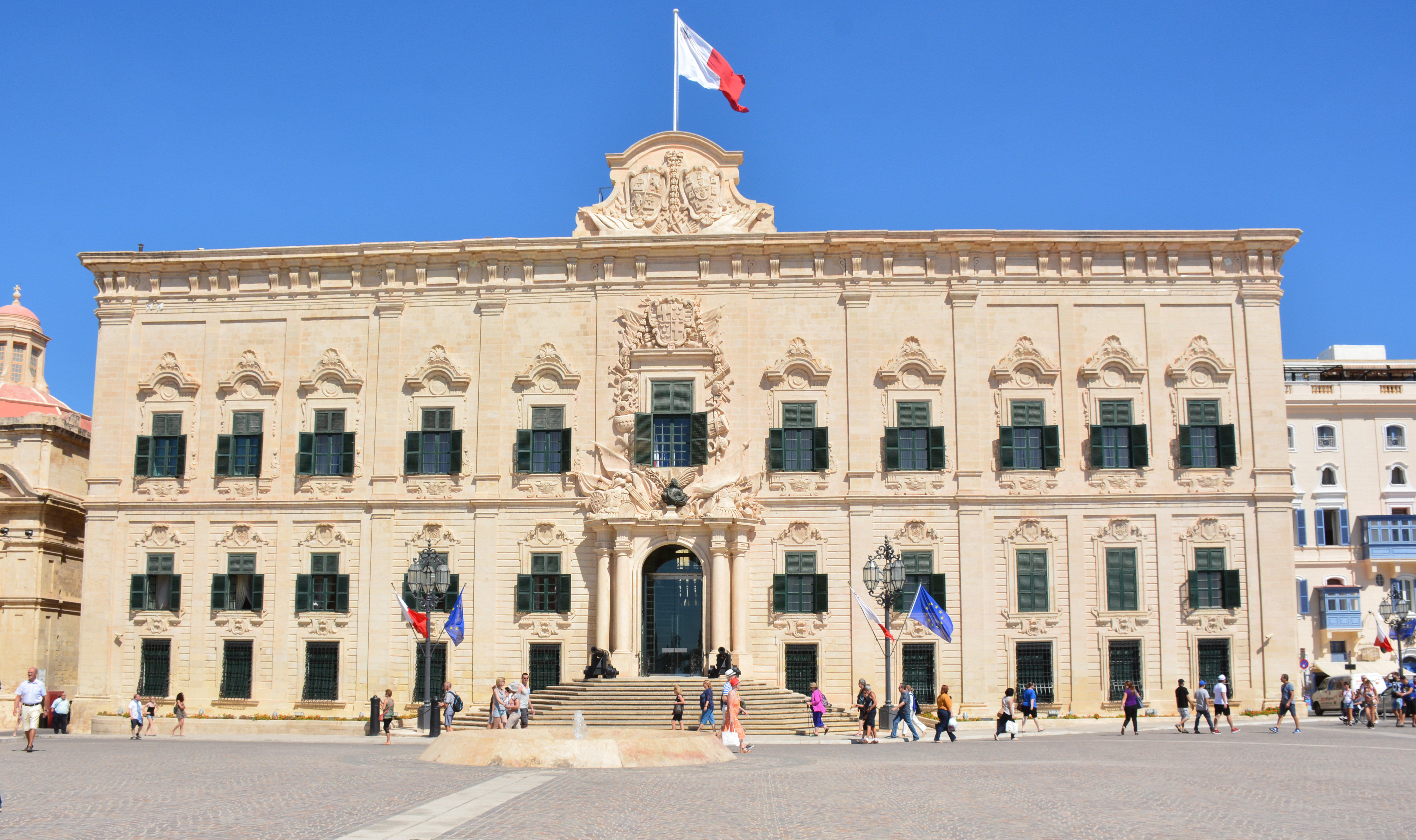
Оберж-де-Кастій, спроєктований Андреа Беллі в 1741–45 роках

Барокова архітектура Мальти — це різновид архітектури бароко, яка розвинулася на Мальті в 17-18 століттях, коли острови перебували під владою ордена Святого Іоанна. Вважається, що стиль бароко на Мальті на початку 17 століття, введено болонським інженером Бонтадіно де Бонтадіні під час будівництва акведука Віньякур. Стиль став популярним у середині або наприкінці 17 століття, а свого піка досяг у 18 столітті, коли були побудовані монументальні барокові споруди, такі як Оберж-де-Кастій.
Стиль бароко почав замінюватися неокласичною архітектурою та іншими стилями на початку 19 століття, коли Мальта перебувала під владою Великобританії. Попри це, елементи бароко продовжували впливати на традиційну мальтійську архітектуру. Багато церков продовжували будувати в стилі бароко протягом 19 і 20 століть, і меншою мірою у 21 столітті.

## Історія

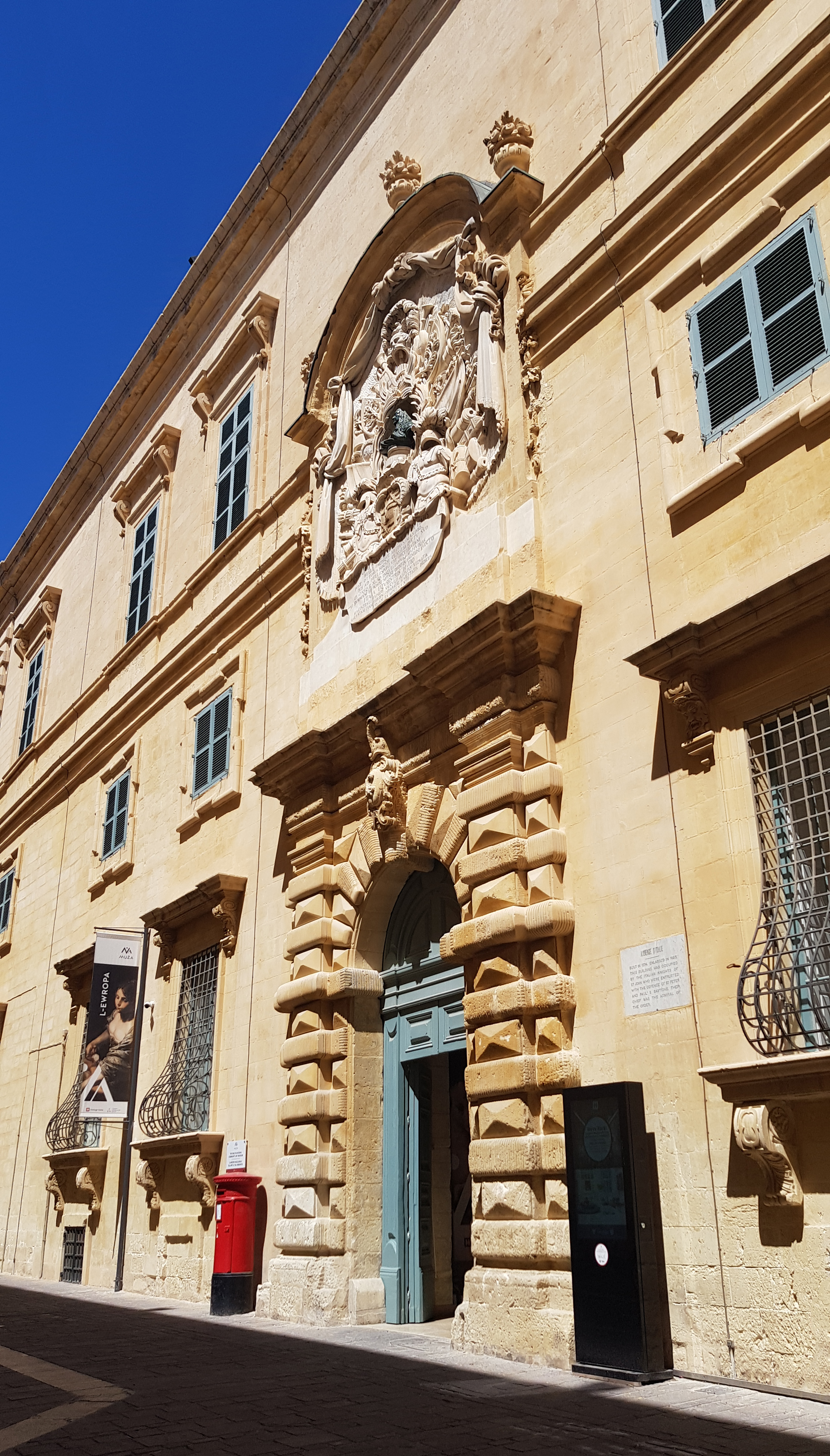
Італійський готель, спочатку спроектований Джироламо Кассаром у стилі маньєризму, але пізніше перебудований у стилі бароко

До запровадження стилю бароко на Мальті переважаючим архітектурним стилем на острові був маньєризм, варіант ренесансної архітектури, яка була популяризована на Мальті приблизно в середині 16 століття. Найвідомішим архітектором стилю маньєризму на Мальті був Джироламо Кассар, який спроєктував багато громадських, приватних і релігійних будівель у тодішній новозбудованій столиці Валлетті. Стиль Кассара був дещо строгим, і багато його будівель нагадували військову архітектуру. Знадобилося близько століття, щоб маньєризм вийшов із моди та йому на зміну прийшло бароко, і, за словами Джеймса Квентіна Г'юза, можливо, Лоренцо Гафа запалив новий стиль.

## XVII століття

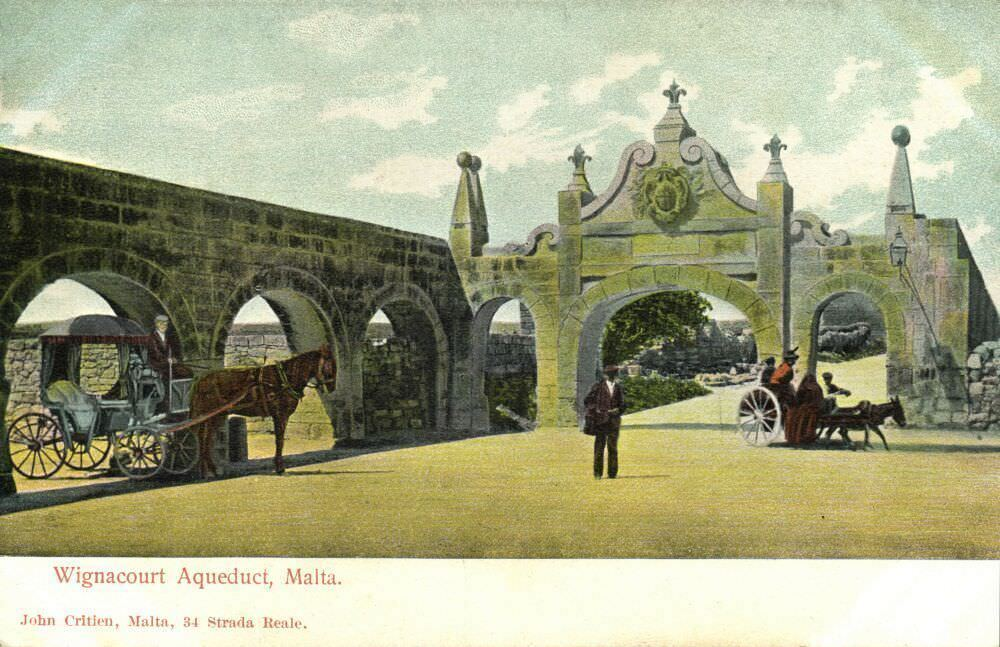
Віньякурська арка, побудована в 1615 році Бонтадіно де Бонтадіні

За словами історика Джованні Бонелло, стиль бароко, ймовірно, був запроваджений на Мальті болонським архітектором та інженером Бонтадіно де Бонтадіні на початку 17 століття. У липні 1612 року Бонтадіні було доручено будівництво Віньякурського акведука, проєкт завершений 21 квітня 1615 року. Декоративні елементи акведука, а саме Віньякурська арка, три водонапірні вежі та кілька фонтанів, ймовірно, є найпершими спорудами стилю бароко на Мальті.

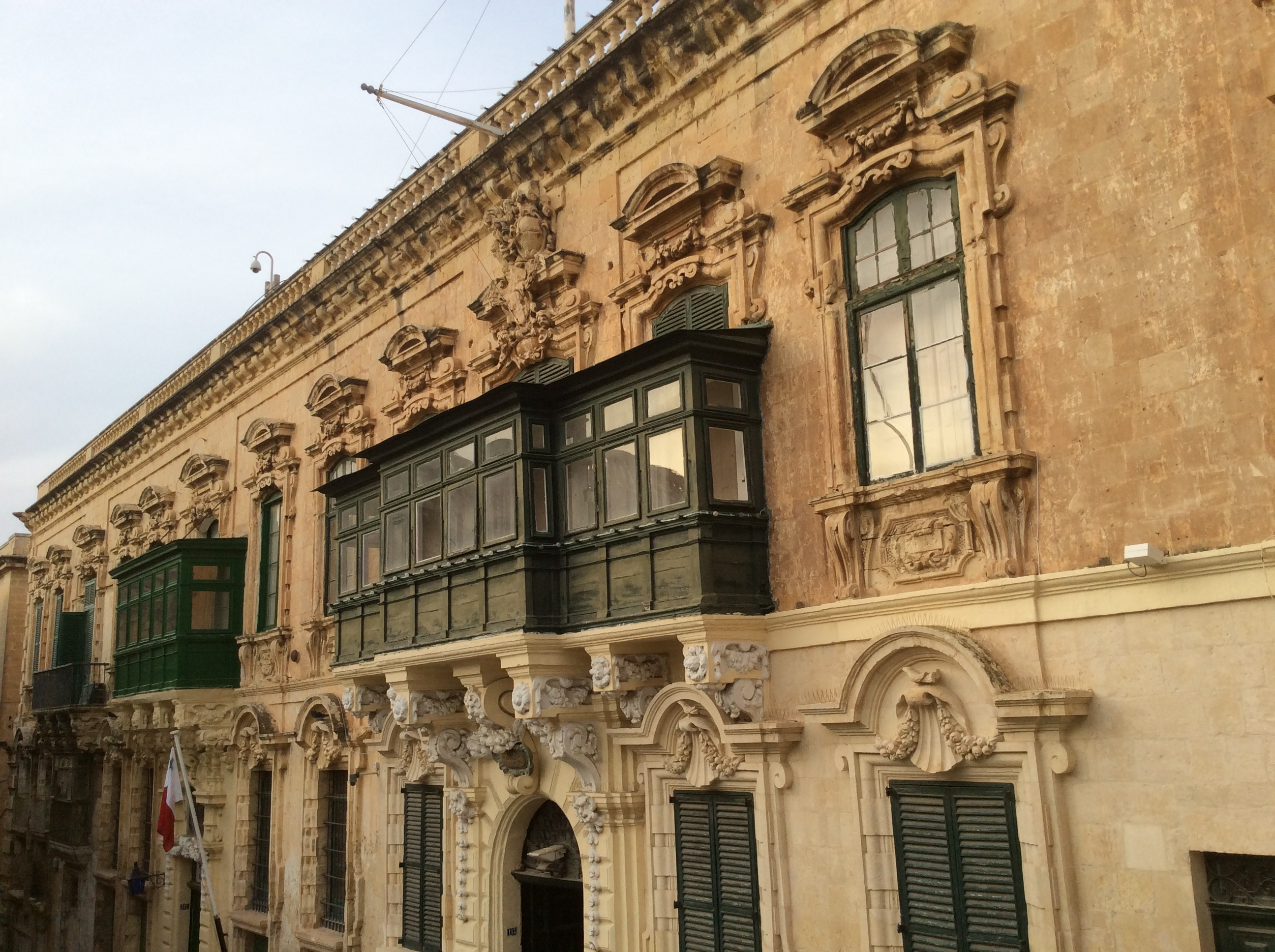
Будинок Верделін, приклад архітектури іспанського бароко середини 17 століття на Мальті

Однак, за словами Леонарда Махоні, саме Франческо Буонамічі започаткував архітектуру бароко на Мальті. У будь-якому випадку Буонамічі визнано популяризатором бароко після того, як він спроєктував церкву єзуїтів у Валлетті в 1635 році Романо Фортунато Карапеччіа зумів перетворити Валлетту з переважно маньєристичного стилю на значний стиль бароко. У наступні десятиліття Госпітальєри почали будувати багато нових барокових будівель, а деякі існуючі будівлі були реконструйовані або отримали нові фасади. До ранніх зразків будівель мальтійського бароко належать Оберж де Прованс (оновлений у 1638 р.) і будинок Верделін (прибл. 1650-ті рр.). На більшість барокових будівель на Мальті вплинула архітектура італійського чи французького бароко, але деякі з них мають характерні риси іспанського бароко.

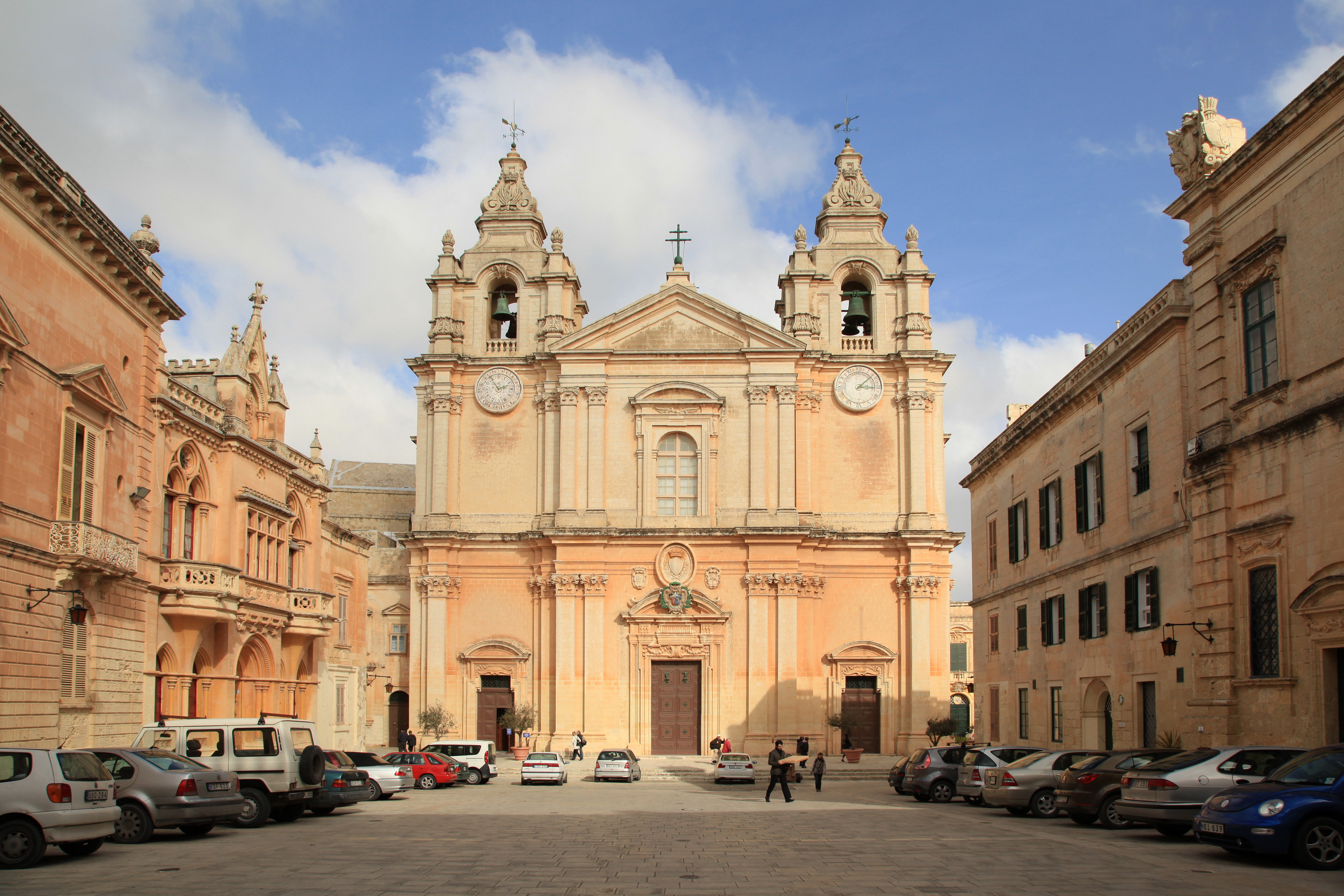
Собор Святого Павла в Мдіні, спроєктований Лоренцо Гафа і побудований між 1696 і 1705 роками

Починаючи з 1660-х років, багато церков почали будувати в стилі бароко, їм характерні великі куполи та дзвіниці, які домінували над горизонтом міст та сіл. Одним із найвідоміших і найвпливовіших архітекторів мальтійського бароко був Лоренцо Гафа, який спроєктував багато церков між 1660-ми і 1690-ми роками. Шедевром Гафа є собор Святого Павла в Мдіні, який було побудовано між 1696 і 1705 роками після того, як початковий середньовічний собор був пошкоджений під час Сицілійського землетрусу 1693 року. Інші визначні барокові церкви, спроєктовані Гафою: церква Св. Лаврентія в Біргу (1681—1697) та Успенський собор у Вікторії, Гоцо (1697—1711).
Проте, багато існуючих церков було переобладнано в стилі бароко. Інтер'єр собору Святого Іоанна, тодішньої монастирської церкви Ордену, був неймовірно прикрашений у 1660-х роках калабрійським художником Маттіа Преті, хоча зовнішній вигляд у стилі маньєризму був збережений.

## XVIII століття

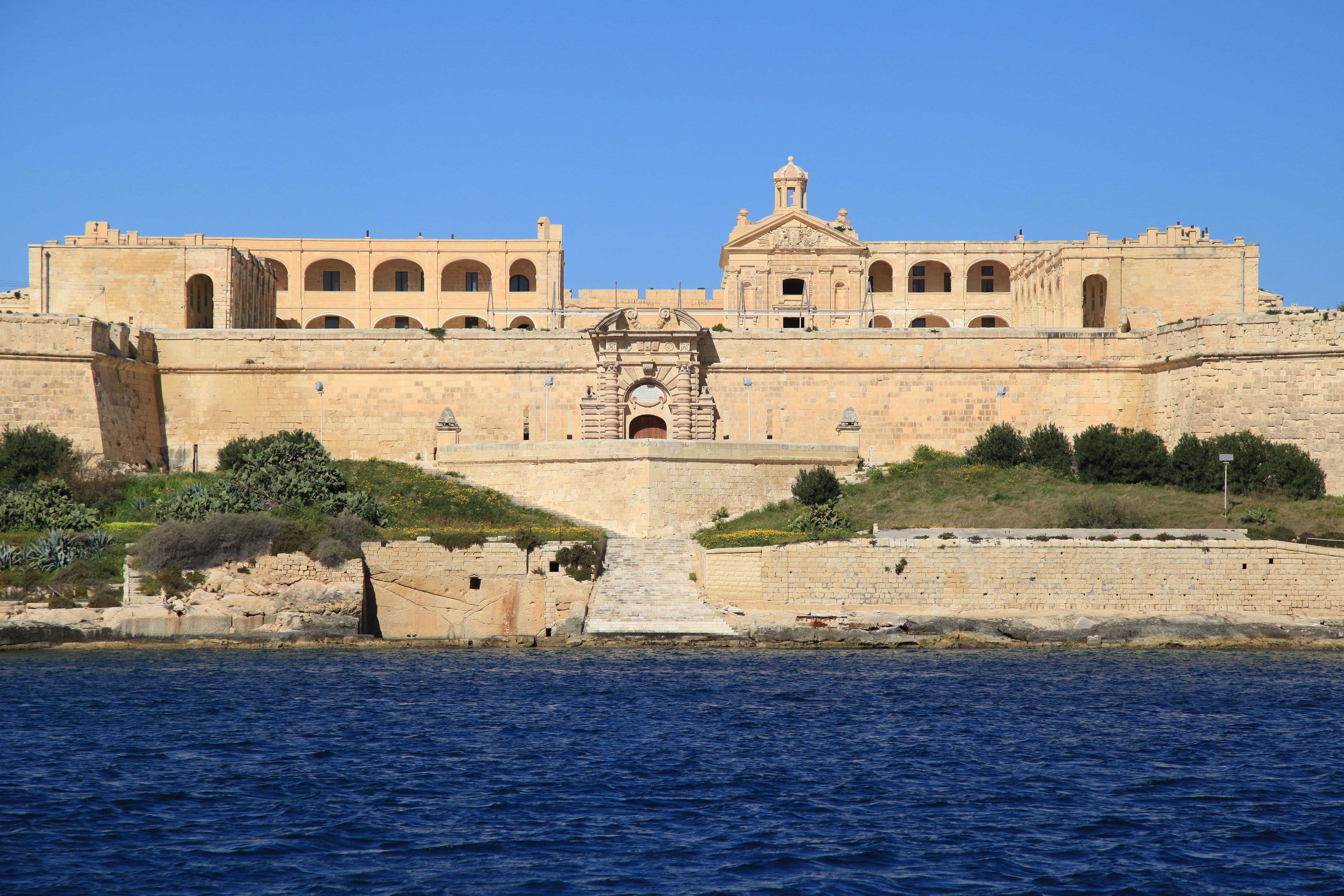
Форт Маноель, барокова фортеця, побудована між 1723 і 1733 роками

Стиль бароко був найпопулярнішим архітектурним стилем на Мальті протягом усього XVIII століття. Приклади барокових будівель першої половини століття включають Банка Джуратале у Валлетті (1721), форт Маноель у Гзірі (1723–33) і Каса Леоні у Санта-Венері (1730).

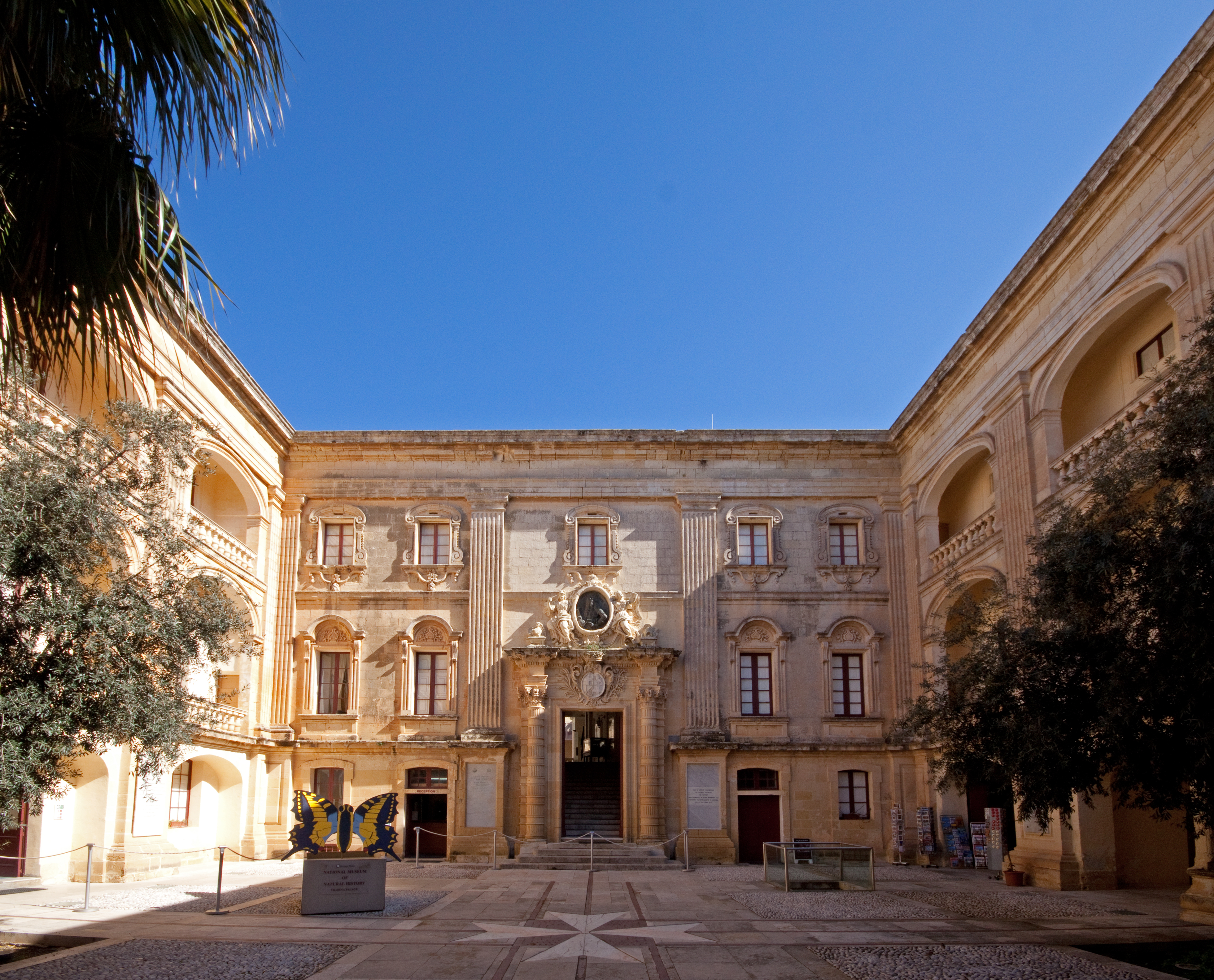
Палац Вілена в Мдіні, спроектований Шарлем Франсуа де Мондіоном у 1726–28 роках

Прикладом барокового містобудування було перепланування колишньої столиці Мдіни в 1720-х роках Шарлем Франсуа де Мондіоном. Багато середньовічних будівель у місті було пошкоджено під час землетрусу 1693 року, тому в 1722 році новообраний великий магістр Антоніо Маноель де Вільена ініціював програму будівництва під керівництвом Мондіона. Укріплення були зміцнені та побудовано багато громадських будівель, також були введені значні елементи французького бароко, включаючи міську браму (1724), портал Грецької брами (1724), Вежу штандарта (1725), Палац Вілена (1726–28), Банка Джуратале (1726–28) і Корте Капітанале (1726–28).

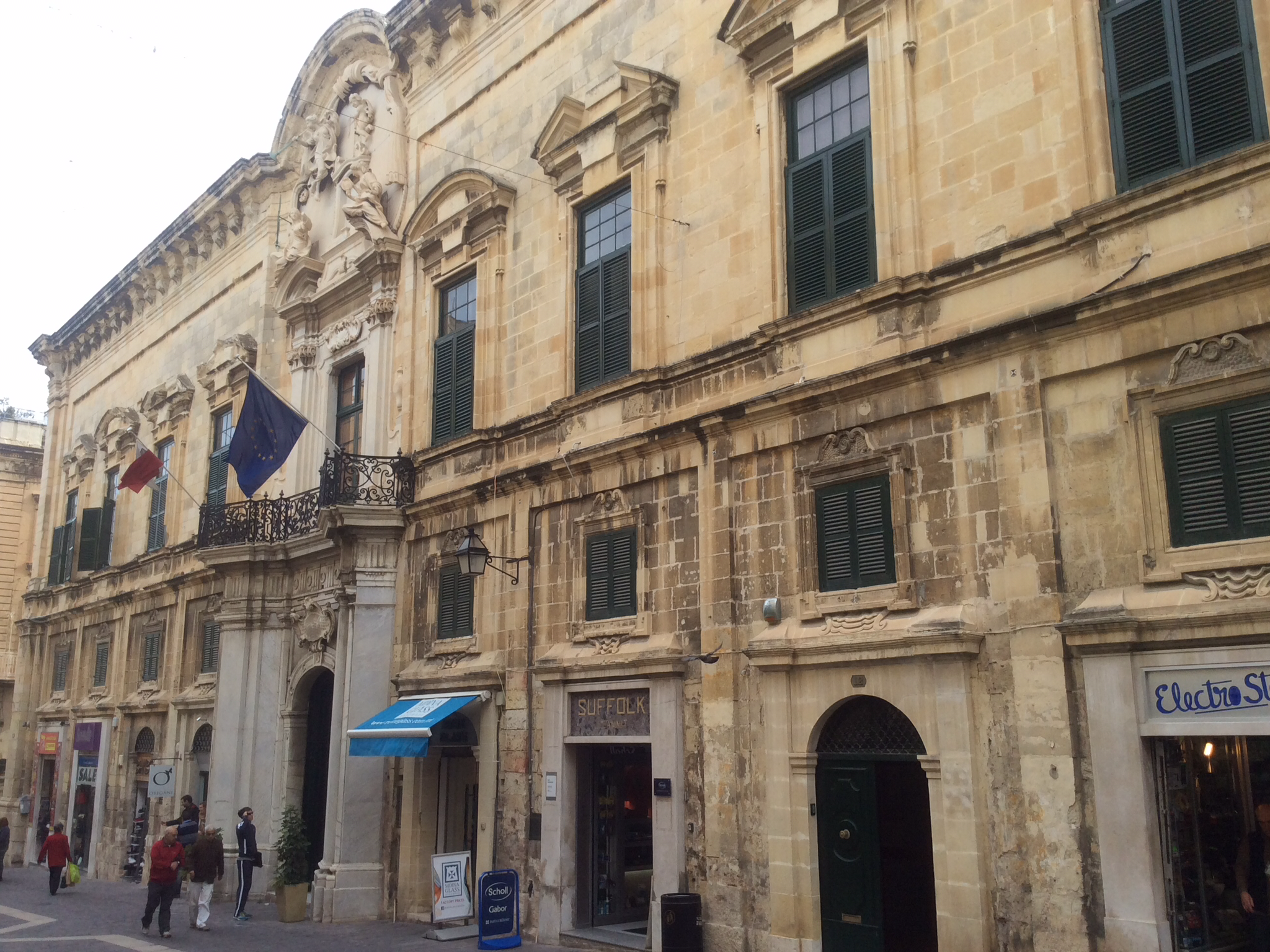
Палац Кастелланія, спроєктований Франческо Зерафа

Високе бароко було популярним при магістратурі Мануеля Пінту да Фонсека, і будівлі, побудовані під час його правління, включають Оберж-де-Кастій (1741–45), Магазини Пінту (1752) і Палац Кастелланія (1757–60). Оберж-де-Кастій було спроєктовано мальтійським архітектором Андреа Беллі, він замінив попередню маньєристичну будівлю Джироламо Кассара. Вишуканий фасад будівлі та сходи, що ведуть до дверей входу, були спроєктовані таким чином, аби вражати, вона вважається наймонументальнішою будівлею в стилі бароко на Мальті.

## ХІХ, ХХ і ХХІ століття

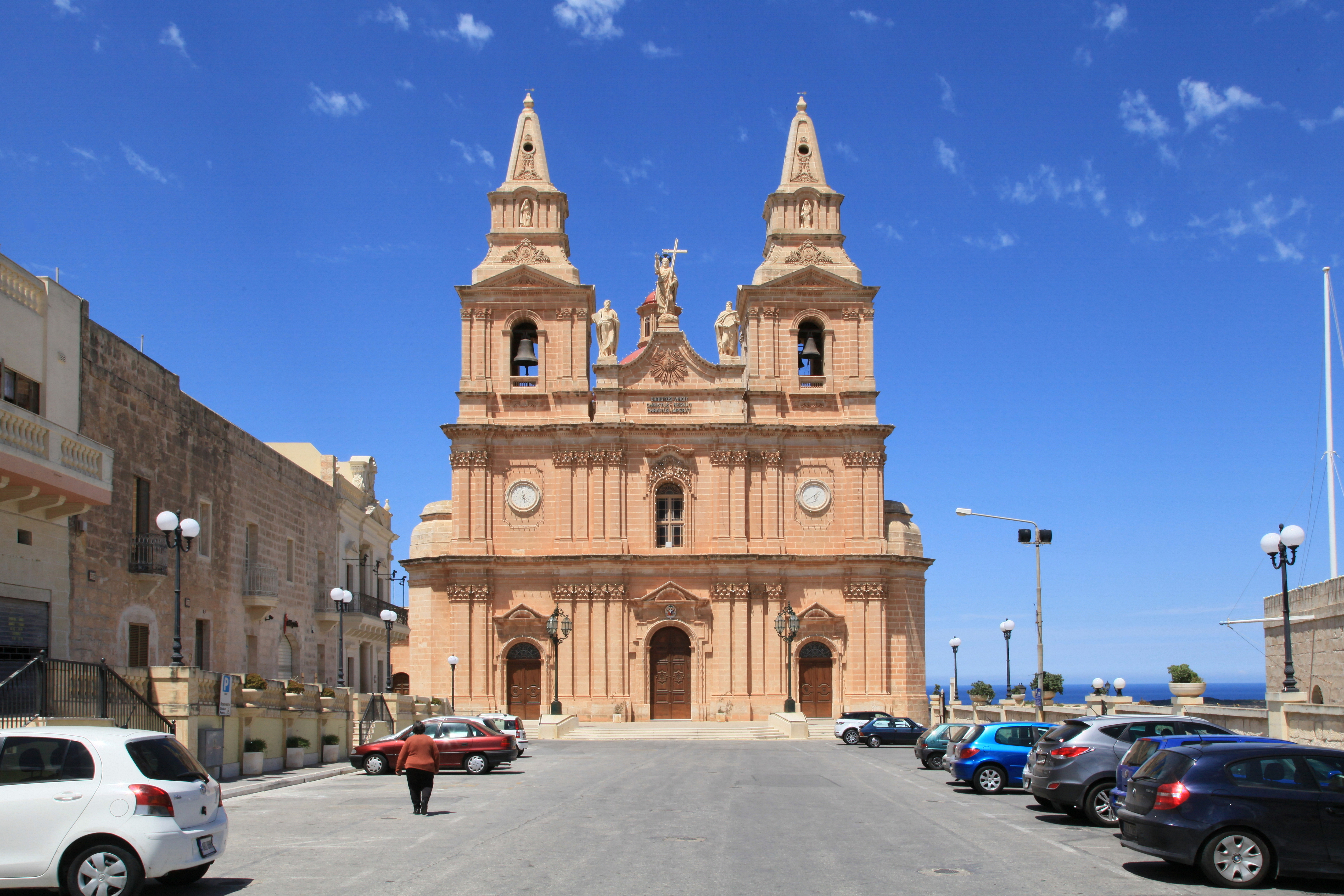
Церква Різдва Пресвятої Богородиці (Мелліха), побудована між 1881 і 1898 роками в стилі бароко

Неокласична архітектура та інші архітектурні стилі були представлені на Мальті наприкінці 18 століття, і стали популярними під британським правлінням у перші десятиліття 19 століття. Попри появу нових стилів, бароко залишалось притаманним для дворянських палаців, а риси бароко почали з'являтися в традиційних мальтійських таунхаусах, таких як Палаццо Наскіаро.
Стиль бароко лишався стилем більшості церков Мальти протягом 19-го та більшої частини 20-го століть. Прикладами таких є Церква Різдва Пресвятої Богородиці (Мелліха) (1881–98) і ротонда Шевкія (1952–78). Кілька церков, побудованих у 21-му столітті, все ще включають значні елементи бароко, наприклад Церква Святої Венери (Санта-Венера), яка була побудована між 1990 і 2005 роками
Історик Джованні Бонелло відносить мальтійське бароко до трьох «скарбів» мальтійської архітектури разом із мегалітичними храмами та фортифікаціями.

## Подальше читання
- Список архітектури бароко
- Сицилійське бароко

- Appunti sull'architettura religiosa a Malta in eta' barocca / D. De Lucca, E. Procia. Меліта Історика. 11 (1995) 4 (379—392)